# Bisetifer cephalotus
Bisetifer cephalotus là một loài nhện trong họ Linyphiidae.
Loài này thuộc chi Bisetifer. Bisetifer cephalotus được Andrei V. Tanasevitch miêu tả năm 1987.